# Altgolßen
Altgolßen (niedersorbisch Stary Gólišyn) ist ein Gemeindeteil der Stadt Golßen im Landkreis Dahme-Spreewald in Brandenburg. Bis Januar 1973 war Altgolßen eine eigenständige Gemeinde.

## Lage
Altgolßen liegt in der Niederlausitz, etwa 23 Kilometer östlich der Kreisstadt Lübben. Umliegende Ortschaften sind die Stadt Golßen im Osten, Landwehr im Südosten, die beiden zur Gemeinde Steinreich gehörenden Dörfer Hohendorf im Süden und Sellendorf im Südwesten sowie Mahlsdorf im Nordwesten. Durch Altgolßen verläuft die Landesstraße 711 von Wahlsdorf nach Krausnick. Zwischen Altgolßen und Golßen fließt der Grenzgraben. Östlich des Ortes befindet sich der Bahnhof Golßen an der Bahnstrecke Berlin–Dresden.

## Geschichte und Etymologie

### 15. bis 17. Jahrhundert

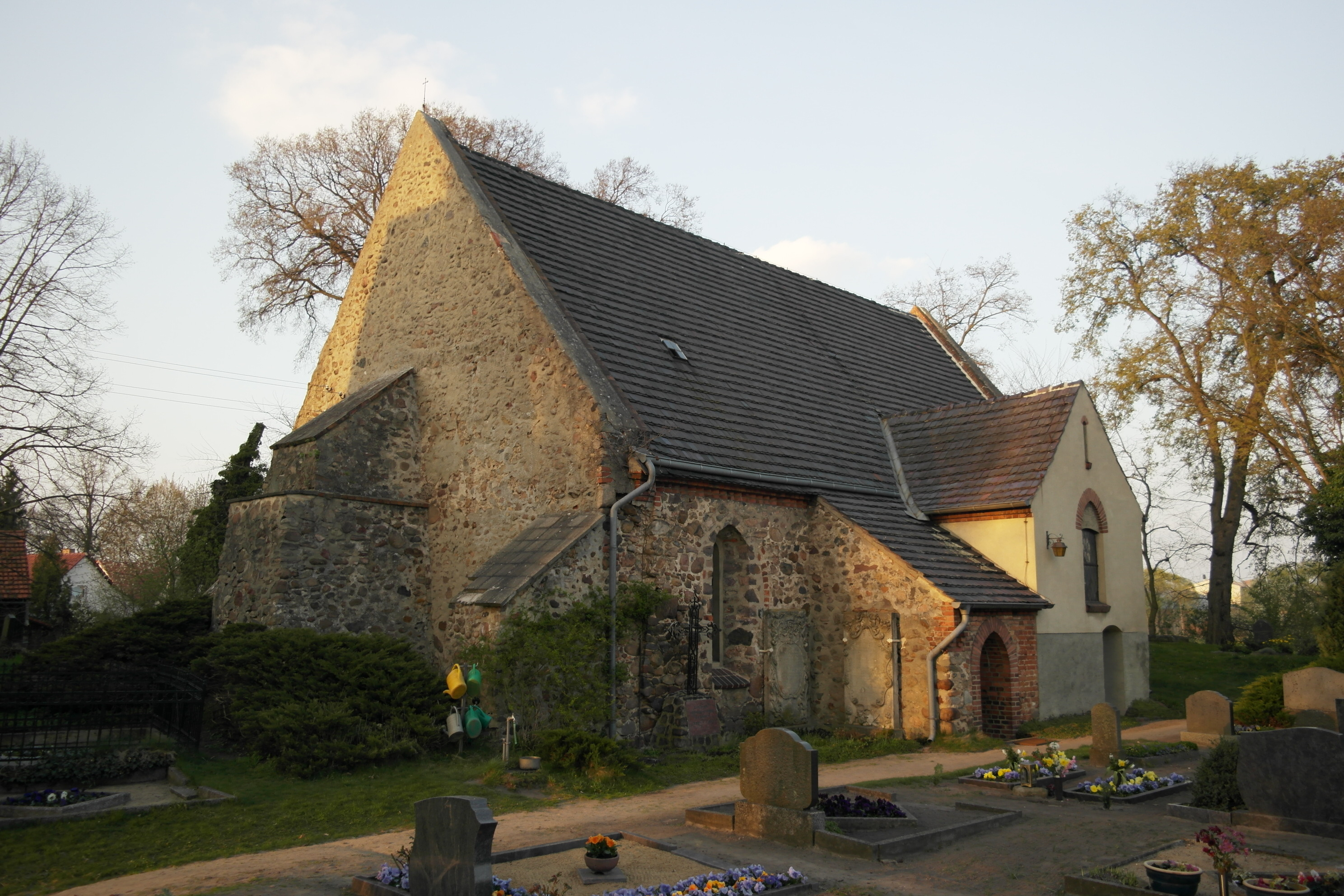
Dorfkirche aus dem 14. Jahrhundert

Das Dorf Altgolßen wurde erstmals im Jahr 1452 unter dem Namen Alden Golssin urkundlich erwähnt. Der Ortsname stammt aus dem Sorbischen und ist nach einer Person mit dem Namen Golischa benannt, was auf einen ehemaligen Dorfbesitzer hinweist. Zu dieser Zeit gab es jedoch bereits eine Dorfkirche, die Anfang des 14. Jahrhunderts entstand. Das breite Straßendorf entwickelte sich möglicherweise aus einem Runddorf und gehörte vor 1400 der Familie von Knobelsdorf(f), die es 1439 an die Familie von Stutterheim veräußerten. Sie hielten das Dorf bis vermeintlich 1646. Deren Familienchronik geht davon aus, einen halben Teil von Altgolßen hatte Reichardt von Stutterheim mit Anteilen des Städtlein Golßen vor seinem Tod 1620 an Friedrich von Stutterheim verkauft. Etwa in dieser Zeit lebten in Alt Golßen 13 Bauern und ein Richter (1527). Im Jahr 1646 wurde Alt Golßen geteilt. Den ersten Anteil hielten die von Stutterheim bis 1707, verkauften ihn dann an die Familie von Langen(n), die ihn 1745 an die Familie von Karras weitergaben. Von dort kam er im Jahr 1750 an die Familie von Sternstein. Den zweiten Anteil erwarben die von Schlaberndorf, die ihn 1657 an die von Lietzen (Lietzau, Liezo) verkauften. Bezeugt ist der kurbrandenburgische Leutnant Christoph Ernst von Liezo auf Anteil Altgolßen, vermählt mit Hippolyta von Stutterheim-Werben (1673–1743). Die Grabsteine beider einst aufgestellt an der Außenwand der Kirche. Über die Liezo gelangte im Erbgang, denn Frau Schmidt war eine geborene von Lietzau, deren Anteil im Jahr 1743 an ihre beiden Söhne Schmidt, die ihn 1762 mit dem ersten Anteil zusammenführte. Der Lietzensche Anteil bestand dabei im Jahr 1723 aus einem Ganzbauern, einem Halbbauern und fünf Kossäten, der zweite Anteil aus dem Pfarrbauern, einem Schmied und einem Hirten. Im Jahr 1755 betrug die durchschnittliche Ernte im Sternsteinschen Anteil 310 1⁄2 Dresdner Scheffel Korn, 10 Scheffel Weizen, 90 Scheffel Gerste, 81 Scheffel Hafer, 14 3⁄4 Scheffel Erbsen, 2 Scheffel Heidekorn und 4 Scheffel 1⁄4 Lein. Im Schmidtschen Anteil wurden 261 1⁄4 Scheffel Korn, 11 1⁄4 Scheffel Weizen, 105 Scheffel Gerste, 45 Scheffel Hafer, 10 1⁄2 Scheffel Erbsen, 8 1⁄4 Scheffel Heidekorn und 9 1⁄2 Scheffel Lein geerntet. 1790 war der Schmidt auf Altgolßen kursächsischer Landkämmerer und in den Adelsstand erhoben worden. Nach der Wiedervereinigung der beiden Anteile kam es zu einem wiederholten Besitzerwechsel, bis im Jahr 1795 die Familie von Reinsperg das Dorf übernahm. Zu dieser Zeit gab es bereits einen Freikossätenhof. Sie verkauften das Dorf zwei Jahre später an die Familie Schneider.

### 19. Jahrhundert
Im Jahr 1800 übernahm die Familie Kroseck Alt Golßen, das zu dieser Zeit aus fünf Bauern, neun Kossäten und fünf Häuslern bestand. Auch sie verkauften das Dorf nach nur zwei Jahren an die Familie Schumann, die es nach sechs weiteren Jahren an die Familie Döhler weitergab. Beim Wiener Kongress im Jahr 1815 wurden nach der Niederlage des Königreiches Sachsen Gebietsabtretungen an das Königreich Preußen beschlossen, die auch Altgolßen betrafen. Danach lag die Gemeinde im Landkreis Luckau im Regierungsbezirk Frankfurt in der Provinz Brandenburg. Zu dieser Zeit standen im Jahr 1818 im Dorf eine Windmühle, ein Winzerhaus und eine Ziegelei. Es lebten fünf Bauern und acht Kossäten im Dorf (1823). Im Jahr 1830 übernahm die Familie Heynemann das Dorf und behielt es bis 1910 in ihrem Besitz. Sie entsendeten entsprechend den Konnexionen des Gutsbesitzes ihre Söhne auf höhere Schulen nach Pforta und Torgau. Heynemann galt als streng konservativ und geriet mehrfach mit der Bevölkerung in Konflikt, der Luckauer Landrat bezeichnete ihn gar als streitsüchtig. Laut der Topographisch-statistischen Übersicht des Regierungsbezirks Frankfurt a. d. O. aus dem Jahr 1844 gab es in Altgolßen in diesem Jahr 33 Wohngebäude, der Ort hatte damals 231 Einwohner. Es gab nach wie vor eine Windmühle, ein Winzerhaus und eine Ziegelei. Von 1852 bis 1857 ist Johann Gottlieb Jentsch Küster und Lehrer zu Altgolßen. Spätestens 1867 war die Ziegelei verschwunden. Der Ort hatte in dieser Zeit 211 Einwohner. Das Dorf war zu dieser Zeit im Jahr 1869 insgesamt 734 Morgen groß, das Rittergut 2122 Morgen. Im Jahre 1879 erwähnt das erstmals erschienene Generaladressbuch der Rittergutsbesitzer für Preußen als Besitzer von Altgolßen Herrn Heynemann. Die Gutsgröße betrug gesamt 542,04 ha, betrieben wurde auch eine lukrative Brennerei.

### 20. Jahrhundert

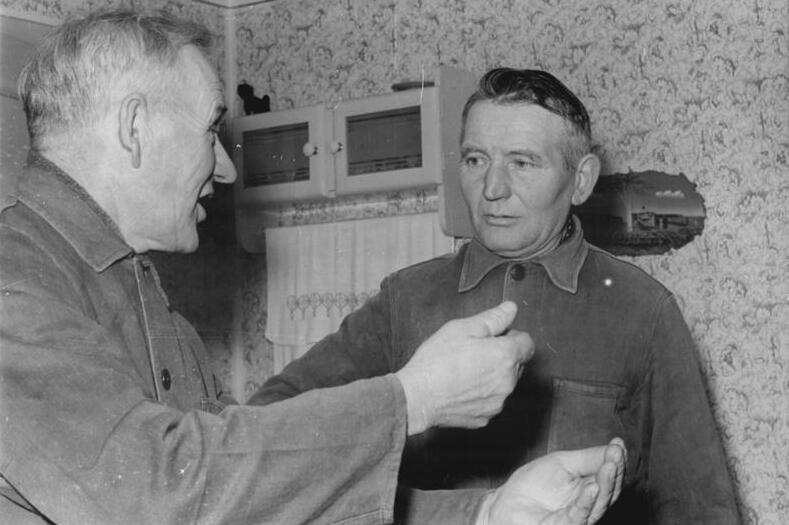
Werbung für LPG-Eintritt in Altgolßen

1907 zeichnet weiterhin Arnold Heynemann für die Gutsgeschäfte mit einer Ziegelei, seit 1910 Gerhard Richnow, so die landwirtschaftlichen Adressbücher jener Zeiten bis 1914. Richnow betrieb vor Ort eine Pferdezucht. Dorf und Rittergut wurden 1928 zu einer gemeinsamen Gemeinde Altgolßen vereinigt. Ein Jahr später ist der Rittmeister der Reserve Gerhard Richnow immer noch der Grundeigentümer vom Herrensitz. Ihm gehören 538 ha, größtenteils Ackerflächen. Er hat 90 Rindviecher im Stall, davon 30 Kühe. In Nutzung ist auch ein Ringhofen. Verwalter des Ganzen war der Oberinspekteur Voeste. Jochen Richnow führte dann die Gutsgeschäfte seines Vaters weiter. Mit den Höfen von Fritz Henschel, Otto Henschel und Karl Knöfel existierten im Ort drei weitere Betriebe mit jeweils 20 ha.
Nach dem Ende des Zweiten Weltkrieges wurde die Gemeinde Altgolßen Teil der Sowjetischen Besatzungszone und später der DDR. Bei der Kreisreform am 25. Juli 1952 kam das Dorf an den Kreis Luckau im Bezirk Cottbus, wo Altgolßen am 1. Januar 1973 nach Golßen eingemeindet wurde. Nach der Wende wurde der Kreis Luckau in Landkreis Luckau umbenannt und schließlich aufgelöst. Im Zuge der Kreisreform Brandenburg 1993 kam die Stadt Golßen mit ihren Ortsteilen in den Landkreis Dahme-Spreewald.

## Kultur und Sehenswürdigkeiten
Für Altgolßen sind in der Denkmalliste des Landes Brandenburg drei Baudenkmale ausgewiesen. Diese sind:
- die Dorfkirche Altgolßen. Das Sakralgebäude wurde Anfang des 14. Jahrhunderts auf einem Slawischen Burgwall errichtet. Es handelt sich um einen Feldsteinbau mit niedrigem Saal. Die großen Rundbogenfenster stammen aus den Jahren 1899 bis 1901. Die westliche Wand wird von Strebepfeilern gestützt. Der verbretterte Glockenstuhl stammt aus dem 18. Jahrhundert, in den 1980er-Jahren wurde das Gebäude saniert.[24]
- der Altgolßener Friedhof mit Grabmälern aus dem 18. und 19. Jahrhundert.[25]
- das Herrenhaus Altgolßen. Es wurde im Jahr 1912 errichtet. Bei dem Herrenhaus handelt es sich um einen zweigeschossigen Putzbau mit L-förmigem Grundriss. In dem Haus befindet sich ein getäfeltes Vestibül, ebenfalls von 1912. Auf dem Gutshof vor dem Herrenhaus befindet sich das vorige Herrenhaus aus dem 18. Jahrhundert, es ist ein Putzbau mit abgewalmten Satteldach.[26]

## Bevölkerungsentwicklung
| Jahr | Einwohner |
| ---- | --------- |
| 1875 | 225       |
| 1890 | 297       |
| 1910 | 267       |
| 1925 | 243       |
| 1933 | 209       |
| 1939 | 208       |
| 1946 | 388       |
| 1950 | 384       |
| 1964 | 397       |
| 1971 | 382       |

## Nachweise
1. ↑  Gemeinde- und Ortsteilverzeichnis. In: geobasis-bb.de. Landesvermessung und Geobasisinformation Brandenburg, archiviert vom Original am 16. August 2017; abgerufen am 26. März 2024.
2. ↑  Arnošt Muka: Ḿeńa ds. městow a wsow. Budyšin 1928.
3. ↑  Reinhard E. Fischer: Die Ortsnamen der Länder Brandenburg und Berlin. Alter – Herkunft – Bedeutung. be.bra Wissenschaft, Berlin 2005, S. 65.
4. ↑  Die Herren und Freiherren von Stutterheim / Alt-Stutterheim / Echart v. Stutterheim. Lebensbilder von Kurt v. Stutterheim: Die Herren und Freiherren von Stutterheim / Alt-Stutterheim / Echart v. Stutterheim. Lebensbilder von Kurt v. Stutterheim. In: Bibliothek familiengeschichtlicher Arbeiten; Band 33. Degener, Neustadt an der Aisch 1965, S. 51–59 (d-nb.info [abgerufen am 18. Juli 2021]).
5. ↑  Echart v. Stutterheim. Lebensbilder von Kurt v. Stutterheim: Die Herren und Freiherren von Stutterheim / Alt-Stutterheim. In: Bibliothek familiengeschichtlicher Arbeiten; Band 33. Degener, Neustadt an der Aisch 1965, S. 66 (d-nb.info [abgerufen am 18. Juli 2021]).
6. ↑  Matthias Koch: Dorfkirchen in der Niederlausitz.
Geschichte – Architektur – Denkmalpflege. In: Annegret Gehrmann, Dirk Schumann (Hrsg.): Kirchen im ländlichen Raum [6]. Text zu Altgolßen: Restaurierung von fünfzehn Sandsteingrabmälern auf dem Kirchhof Altgolßen. Lukas-Verlag, Berlin 2011, ISBN 978-3-86732-054-2, S. 417 (google.de [abgerufen am 18. Juli 2021]).
7. ↑  Deutsche Edelleute (Hrsg.): Stammbuch des blühenden und abgestorbenen Adels in Deutschland. Dritter Band. M = Spaun, Enthält zuverlässige und urkundliche Nachrichten über 8680 Adels=Geschlechter. Verlag von Georg Joseph Manz. Druck von G. J. Manz, Regensburg 1865, S. 331 (uni-duesseldorf.de [abgerufen am 18. Juli 2021]).
8. ↑  Spinoza als Kritiker und Ausleger des Alten Testaments. Ein Beitrag zur Geschichte der alttestamentarischen Kritik und Exegese von Professor Siegfried. Nebst dem Jahresbericht des Rectors. Einladungsprogramm zu der am 20. Mai 1867 stattfindenden dreihundert und vierundzwangzigsten Stiftungsfeier der Königlichen Landesschule Pforta. Druck von Heinrich Sieling, Naumburg 1867, S. XV (uni-duesseldorf.de [abgerufen am 18. Juli 2021]).
9. ↑  Programm des Gymnasiums zu Torgau, mit welchem die Feier des Schröder`schen Stftus=Aktus am 26. März 1866 ergebenst einladet Dr. August Haacke. E. Tragmann`s Druckerei, Torgau 1866, S. 30–52 (uni-duesseldorf.de [abgerufen am 18. Juli 2021]).
10. ↑  Volker Klemm: Das Revolutionsjahr 1848 im preussischen Regierungsbezirk Frankfurt an der Oder. In: Veröffentlichungen des Brandenburgischen Landeshauptarchivs. Band-Nr. 35. Berlin Verlag Arno Spitz, Berlin 1998, ISBN 978-3-8305-0188-6, S. 59 (google.de [abgerufen am 18. Juli 2021]).
11. ↑  Topographisch-statistische Übersicht des Regierungsbezirks Frankfurt a. d. O. 1844, S. 154 (bsb-muenchen.de).
12. ↑  Jahresbericht über den Zustand der Schulen zu Lübben in dem Schuljahre Ostern 1857 bis Ostern 1858, unter welchem zu den am 25ten und 26ten März 1858 Statt findenden öffentlichen Prüfungen der Elementar,= Töchter = und höheren Bürgerschule ehrerbietigst einladet C. W. Wagner, Director. Gedruckt bei Friedrich Driemel und Sohn, Lübben 1858, S. 30 (uni-duesseldorf.de [abgerufen am 18. Juli 2021]).
13. ↑  Statistisches Bureau der Königlichen Regierung zu Frankfurt a. O.: Topographisch-statistisches Handbuch des Regierungs-Bezirks Frankfurt a. O. Verlag von Gustav Harnecker u. Co., Frankfurt a. d. O. 1867, Online bei Google Books, S. 177
14. ↑  P. Ellerholz, H. Lodemann,  H. von Wedell: General-Adressbuch der Ritterguts- und Gutsbesitzer im Deutschen Reiche. 1. Band: Das Königreich Preussen, Lfg. 1: Die Provinz Brandenburg. 1. Auflage. R. Stricker Nicolaische Verlags-Buchhandlung, Berlin 1879, S. 120–121, doi:10.18452/377 (hu-berlin.de [abgerufen am 17. Juli 2021]).
15. ↑  Niekammer`s Landwirtschaftliche Güter-Adreßbücher, Band VII, Provinz Brandenburg. Verzeichnis der Rittergüter, Güter und Höfe über 20 ha. In: Erstausgabe Niekammer für Brandenburg. 1. Auflage. VII der Niekammer-Reihe. Niekammer-Verlag, Stettin 1907, S. 190–191 (martin-opitz-bibliothek.de [abgerufen am 17. Juli 2021]).
16. ↑  Schriftleitung Theodor Goecke. Wilhelm Jung, Willy Spatz: Die Kunstdenkmäler der Provinz Brandenburg. Kreis Luckau. Hrsg.: Provinzialverband Brandenburg. 5.1 der Reihe Kunstdenkmäler. Meisenbach, Riffarth & Co, Berlin 1917, S. XXIV (google.de [abgerufen am 17. Juli 2021]).
17. ↑  Ernst Seyfert: Niekammer`s Landwirtschaftliche Güter-Adreßbücher, Band VII, Provinz Brandenburg. Verzeichnis der Rittergüter, Güter und Höfe über 20 ha. 3. Auflage. VII der Niekammer-Reihe. Reichenbach`sche Verlagsbuchhandlung, Leipzig 1914, S. 310–311 (martin-opitz-bibliothek.de [abgerufen am 17. Juli 2021]).
18. ↑  Theodor Schulz: Geschichte und Blutaufbau der Warmblutzucht. In: Landwirtschaftskammer f. d. Prov. Brandenburg u. f. Berlin (Hrsg.): Arbeiten der Landwirtschaftskammer für die Provinz Brandenburg und für Berlin Nr. 60. Selbstverlag, Berlin 1926, S. 205 (google.de [abgerufen am 17. Juli 2021]).
19. ↑  Ernst Seyfert, Hans Wehner: Niekammer’s Landwirtschaftliche Güter-Adreßbücher, Band VII, Provinz Brandenburg. Verzeichnis der Rittergüter, Güter und Höfe über 20 ha. 4. Auflage. VII der Reihe Niekammer. Niekammer - Adressbuch - G.m.b.H., Leipzig 1929, S. 250 (martin-opitz-bibliothek.de [abgerufen am 17. Juli 2021]).
20. ↑  Ilka Scheidgen: Schloss Altgolßen: Porträt eines privaten Herrenhauses. TWENTYSIX, Norderstedt 2017, ISBN 978-3-7407-3111-3, S. 1 f. (d-nb.info [abgerufen am 17. Juli 2021]).
21. ↑  Verordnungsblatt von Gross-Berlin 1952. In: Bekanntmachungen. Band 8. Berlin 1952, S. 377 (google.de [abgerufen am 17. Juli 2021]).
22. ↑  Altgolßen im Geschichtlichen Ortsverzeichnis. Abgerufen am 30. Juli 2018.
23. ↑  Denkmalliste des Landes Brandenburg: Landkreis Dahme-Spreewald (PDF). Brandenburgisches Landesamt für Denkmalpflege und Archäologisches Landesmuseum, abgerufen am 30. Juli 2018
24. ↑  Gerhard Vinken, Barbara Rimpel u. a. (Bearb.): Dehio-Handbuch der Deutschen Kunstdenkmäler, Brandenburg. 2. Auflage, Deutscher Kunstverlag, München / Berlin 2012, ISBN 978-3-422-03123-4, S. 8.
25. ↑  Brandenburgischer Provinzialverband (Hrsg.): Die Kunstdenkmäler der Provinz Brandenburg. Kreis Luckau. Band 5.1.. Berlin 1917, S. 239 (google.de [abgerufen am 17. Juli 2021]).
26. ↑  Gerhard Vinken, Barbara Rimpel u. a. (Bearb.): Dehio-Handbuch der Deutschen Kunstdenkmäler, Brandenburg. 2. Auflage, Deutscher Kunstverlag, München / Berlin 2012, ISBN 978-3-422-03123-4, S. 9.
27. ↑  Historisches Gemeindeverzeichnis des Landes Brandenburg 1875 bis 2005. (PDF; 331 kB) Landkreis Dahme-Spreewald. Landesbetrieb für Datenverarbeitung und Statistik Land Brandenburg, Dezember 2006, abgerufen am 30. Juli 2018.